# Sandro Cavazza
Alessandro Michele Cavazza, känd som Sandro Cavazza, född 11 september 1992 i Boo församling, Stockholms län, är en svensk artist och låtskrivare. Han har som låtskrivare skrivit låtar till bland annat Avicii och Norlie & KKV. Vid sidan av sitt låtskrivande har han även sjungit in flera låtar, bland annat till musikproducenten Avicii med singlarna Sunset Jesus och Gonna Love Ya från 2015 och Lost Frequencies låt Beautiful Life och  So Much Better. Han medverkar på Aviciis EP Avīci (01) som sångare till låten Without You som släpptes den 10 augusti 2017.

## Bakgrund
Han växte upp i Stockholm med sina italienska föräldrar.
19 januari 2019 fick Cavazza priset "Framtidens artist" vid P3 Guld.

## Kompositioner (Låtar)
- 2019: Bra för dig är skriven tillsammans med Carl Silvergren, David Björk, Felix Flygare Floderer, Koda, Louise Lennartsson och Victor Leksell.[4]